# Airlines of New South Wales
Airlines of New South Wales (auch bekannt als Air New South Wales, Ansett NSW und Ansett Express) war eine australische Regionalfluggesellschaft. Air New South Wales wurde 1959 durch die Übernahme von Butler Air Transport durch Reg Ansett gebildet. 1963 nahm die Fluggesellschaft den Flugbetrieb nach Bathurst, New South Wales, auf und war der erste Mieter des Flughafens. Die Airline betrieb Fluggastlinien in New South Wales und später auch in anderen australischen Staaten.

## Geschichte
Ende der 1950er Jahre baute Reg Ansett die Geschäfte seines Unternehmens Ansett Transport Industries (ATI) auf dem australischen Luftfahrtmarkt aus.
Ansett wollte die Firma Butler Air Transport von Arthur Butler erwerben, doch dieser lehnte ab. Ansett hatte bereits eine 40-prozentige Beteiligung an Butler Air Transport erworben, als er 1957 die kränkelnde Australian National Airways erworben hatte. Reg Ansett, in dem, was ein Autor als „eine spektakuläre Initiative“ bezeichnete, nutzte dann neun seiner eigenen Flugzeuge, um Ansett nominierten Aktionären zu einem Butler Air Transport-Treffen zu fliegen und das Unternehmen von Arthur Butler zu übernehmen. Nach einem Rechtsstreit erlangte Ansett 1958 die volle Kontrolle über den Butler Air Transport.
Das Unternehmen wurde am 17. Dezember 1959 in „Airlines of New South Wales“ umbenannt und flog am zwei Tage später seinen ersten kommerziellen Flug.
Die Fluggesellschaft hatte regionale Verbindungen im Bundesstaat New South Wales im Angebot und baute dieses später auf weitere Ziele in Australien aus.
Im Jahr 1981 wurde die Fluggesellschaft in Air New South Wales umbenannt; im März 1990 wurde sie in Ansett NSW umbenannt, und später im selben Jahr wurde sie erneut in Ansett Express umbenannt, die 1993 mit Ansett verschmolzen wurde, womit die Geschichte von Airlines of New South Wales als eigenständiges Unternehmen endete.

### Fall im Australischen High Court
In den 1960er Jahren stand die Fluggesellschaft im Zentrum eines australischen High Court Falles gegen den Staat und seine Befugnisse den Luftverkehr zu regulieren.
Airlines of New South Wales klagte gegen den Bundesstaat New South Wales.
New South Wales Premierminister Jack Renshaws Regierung hatte ein Gesetz verabschiedet, das die Vergabe von Strecken zwischen Fluggesellschaften regulieren würde. Dies drohte die Anzahl der Strecken zu reduzieren, die der Fluggesellschaft offen stehen würden. Die Fluggesellschaft  verfügte über eine Commonwealth-Lizenz für den Flugbetrieb, jedoch keine reine Staatslizenz für New South Wales, die sie nach dem neuen Gesetz benötigt hätte. Am 23. Oktober 1964 beantragte die Fluggesellschaft eine einstweilige Verfügung des High Court gegen den Staat New South Wales, um dessen Gesetze zu blockieren.
Am 3. Februar 1965 stellte das High Court fest, dass der Luftverkehr innerhalb eines (australischen) Staates vom Commonwealth geregelt werden kann, soweit dies der Sicherheit des zwischenstaatlichen oder ausländischen Luftverkehrs oder der Verhinderung physischer Eingriffe in diesen dient. Obwohl Airlines of New South Wales den Fall gewann, teilte sie sich noch 1984 den regionalen Markt mit East West Airlines.

## Flotte

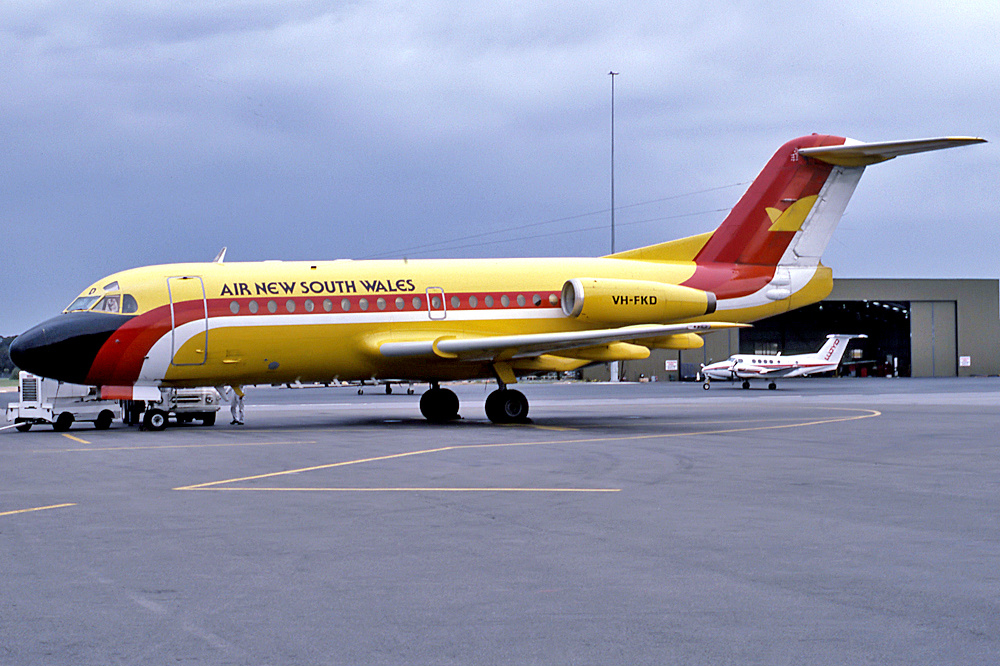
Air New South Wales Fokker F-28-1000 Fellowship, Sydney 1985

Airlines of New South Wales setzte in ihrer Geschichte folgende Flugzeugtypen ein:
- Convair CV-440
- De Havilland DH.84 Dragon
- De Havilland DH.114 Heron
- Douglas DC-3
- Fokker F-27
- Fokker F28-1000 (einziger Jet der Fluggesellschaft)
- Fokker 50

## Flugziele
- Adelaide
- Albury
- Ballina
- Bathurst
- Bourke
- Broken Hill
- Canberra
- Casino
- Cobar
- Coffs Harbour
- Coolangatta
- Cooma
- Coonabarabran
- Coonamble
- Corryong
- Deniliquin
- Dubbo
- Griffith
- Hay
- Kempsey
- Lightning Ridge
- Lord Howe Island
- Melbourne
- Merimbula
- Moree
- Moruya
- Mudgee
- Narrabri
- Narrandera
- Nyngan
- Parkes
- Sydney
- Toowoomba
- Wagga Wagga
- Wilcannia

## Zwischenfälle
- Am 12. Dezember 1960 stürzte eine Douglas DC-3 (Luftfahrzeugkennzeichen VH-INI) während eines Pilotentrainings-Fluges auf See ab, wobei drei Menschen ums Leben kamen.[8]
- Am 1. April 1965 stürzte eine Douglas C-47 (VH-ANJ) auf einem planmäßigen Flug kurz nach dem Start von Warrnambool ab. Das Flugzeug landete mit eingezogenem Fahrwerk. Es gab keine Verletzen, die Maschine musste jedoch abgeschrieben werden.[9]